# هيويل طيفي إدواردز
هيويل تييفي ادواردز (بالإنجليزية: Hywel Teifi Edwards)‏ (1934 - 2010)، هو مؤرخ وكاتب في ويلز.
من مواليد «Llanddewi» في 15 أكتوبر عام 1934، التحق بجامعة أبيريستويث، قام بتدريس اللغة الويلزية في غارو ثم قام بتدريس الأدب الويلزي في جامعة سوانسي. توفي يوم 4 يناير 2010.